# Галерея Урса Майле
Галерея Урса Майле (нем. Galerie Urs Meile, Beijing-Lucerne, кит. 麦勒画廊 北京) — частная художественная галерея, открытая в 1992 году в швейцарском городе Люцерн Урсом Майле; в 1995 году был создан филиал в Пекине — в Швейцарии разместилась штаб-квартира, а пекинская галерея стала местом встреч коллекционеров, кураторов, художников и поклонников искусства; специализируется на произведения современного искусства, созданных авторами из Китая; в мае 2017 года переехала в новое помещение площадью в 520 м² на территории бывшего завода «Dashanzi» — перепланировка здания была проведена по проекту японского архитектора Мицунори Сано.

## История и описание
Галерея «Galerie Urs Meile» была основана сыном коллекционера произведений современного искусства Урсом Майле в Люцерне (Швейцария) в 1992 году: целью создания галереи было представление и распространение современного искусства — от живописи и скульптуры, до фотографий и инсталляций. Галерея стала одной из первых международных организаций, которые сфокусировались на китайской художественной сцене — Майле стал работать с китайскими художниками в 1995 году, открыв филиал в Пекине. Постепенно отделение в Люцерне взяло на себя операционную деятельность, в то время как пекинская галерея стала местом встреч коллекционеров, кураторов, художников и поклонников искусства.
Помимо представления китайских авторов — таких как Ван Синвей, Се Наньсин и Цю Шихуа — европейским ценителям, галерея занималась и организацией знакомства китайской публики с современным искусством Европы: в частности, она была представителем Тобиаса Ребергера в Азии. Открытие нового выставочного пространства произошло в мае 2017 года: новое помещений площадью 520 квадратных метров «798 Art District» в Пекине — в одном из исторических зданий, которые раньше составляли заводской комплекс Дашанзи (Dashanzi) — позволило расширить деятельность. Бывший склад был полностью отремонтирован и перестроен для выставочных целей по проекту и под руководством японского архитектора Мицунори Сано (Mitsunori Sano).
В рамках собственной программы «artist-in-residence», галерея предлагает возможность западным художникам пожить и поработать в Китае в течение нескольких месяцев — что может стать для них выходом на китайскую арт-сцену. Галерея также ежегодно участвует в арт-ярмарках Art Basel: включая, Art Basel Hong Kong и Art Basel Miami Beach.